# Joseph Kohnen
Joseph Kohnen (Ciudad de Luxemburgo, 5 de octubre de 1940-2 de marzo de 2015) fue un escritor luxemburgués. En 1995 ganó el Premio Servais. Fue profesor en el Ateneo de Luxemburgo.

## Principales obras
- Jean Pauls dichterische Gestaltung der Wahrheitssuche im "Siebenkäs" und im "Titan". Dissertació. Nancy [Selbstverlag]. (1972)
- Goethes Luxemburger Zeichnungen. Saint-Paul, Luxemburg. (1980)
- Theodor Gottlieb von Hippel. 1741-1796. L'homme et l'oeuvre. (1983)
- Munkácsy und Luxemburg. Saint-Paul, Luxemburg. (1984)
- Theodor Gottlieb von Hippel. Eine zentrale Persönlichkeit der Königsberger Geistesgeschichte. Biographie und Bibliographie. Lüneburg: Nordost-Archiv. (1984)
- Sterbe- und Grabespoesie im deutschen Roman. Zur intertextuellen Überlieferung des Themas von Martin Miller bis Wilhelm Raabe. Bern; Frankfurt/Main: Peter Lang. (1990)
- Zwischen Paris und Budapest: Munkácsy in Luxembourg. S. 13-35 in: Munkácsy et le Grand-Duché de Luxembourg. Exposition du 20 septembre au 17 novembre 1996. Musée national d'histoire et d'art, Luxemburg. (1996)
- Munkacsy und Luxemburg : Auswahlbibliographie. Galerie : revue culturelle et pédagogique 17/4: 599-605. Differdange. (1999)
- Meine ersten Walferdinger Tage. In: 150 Joer Gemeng Walfer : 1851 - 2000, Vol. 1: 24-36. Administration communale, Walferdange. (2000)
- Zu Munkácsys Christus-Trilogie. Nos cahiers : Lëtzebuerger Zäitschrëft fir Kultur 4: 9-27. Luxembourg.
- Deutschsprachige Lyrik in Luxemburg. Juntament amb Joseph Groben i Paul Maas. 285 S. Institut grand-ducal, Section des arts et des lettres. Impr. Saint-Paul, Luxembourg. (2000)
- Unbekannte Munkácsy-Bilder mit Luxemburger Motiven. Nos cahiers : Lëtzebuerger Zäitschrëft fir Kultur 2:43-56. Luxemburg. (2006)
- Le site de Colpach depuis les débuts jusq’à l'avènement des Mayrisch (1917). Galerie : revue culturelle et pédagogique 25, n.º 2: 205-228. Differdange. (2007)
- Munkácsy und Luxemburg. Amb pròleg de Jean Ries. 2. überarb. & erw. Aufl. 242 S. éditions saint-paul, Luxemburg. ISBN 978-2-87963-714-3. (2008)